# Masatoshi Koshiba
Masatoshi Koshiba (în japoneză 小柴 昌俊; n. 19 septembrie 1926, Toyohashi, Japonia – d. 12 noiembrie 2020, Tōkyō, Japonia) a fost un fizician japonez, laureat al Premiului Nobel pentru Fizică în 2002 împreună cu Raymond Davis, Jr. pentru contribuțiile de pionierat în astrofizică, în special pentru detecția neutrinilor cosmici.. Koshiba și Davis au împărțit jumătate din premiul Nobel, cealaltă jumătate fiind acordată lui Riccardo Giacconi.